# Mary Everest Boole

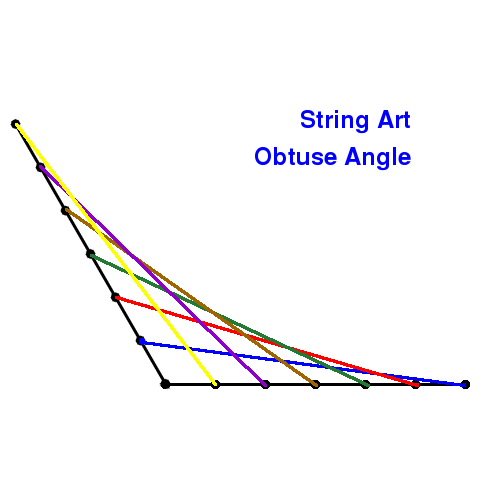
Curve stitching

Mary Everest Boole (Wickwar, Gloucestershire, 11 de março de 1832 – Middlesex, 17 de maio de 1916) foi uma matemática autodidata notória por seus  trabalhos didáticos sobre matemática, como Filosofia e Diversão da Álgebra e como esposa do colega matemático George Boole. Suas ideias progressistas sobre educação, conforme expostas em A Preparação da Criança para a Ciência, incluíam incentivar as crianças a explorar a matemática por meio de atividades lúdicas, como a costura de curvas. Sua vida é de interesse para as feministas como um exemplo de como as mulheres fizeram carreiras em um sistema acadêmico onde não eram bem vindas.

## Vida
Ela nasceu na Inglaterra, filha do reverendo Thomas Roupell Everest, reitor de Wickwar, e Mary Ryall. Seu tio era George Everest, o agrimensor e geógrafo, o Monte Everest foi nomeado assim em sua homenagem. Ela passou a primeira parte de sua vida na França, onde recebeu uma educação em matemática de um professor particular. Ao retornar à Inglaterra aos 11 anos de idade, ela continuou a buscar seu interesse pela matemática através da autoinstrução. O matemático autodidata George Boole a orientou, e ela o visitou na Irlanda, onde ele lecionava matemática no Queen's College Cork. Após a morte de seu pai em 1855, eles se casaram e ela se mudou para Cork. Mary contribuiu muito como editora para As Leis do Pensamento, de Boole, um trabalho sobre lógica algébrica. Ela teve cinco filhas dele.
Ela ficou viúva em 1864, aos 32 anos, e retornou à Inglaterra, onde lhe foi oferecido um posto de bibliotecária no Queen's College de Londres. Ela também dava aulas particulares de matemática e desenvolveu uma filosofia de ensino que envolvia o uso de materiais naturais e atividades físicas para encorajar uma concepção imaginativa do assunto. Seu interesse estendeu-se além da matemática à teoria, filosofia e psicologia darwinianas e ela organizou grupos de discussão sobre esses assuntos, entre outros. No Queen's College, contra a aprovação das autoridades, ela organizou grupos de discussão de estudantes com o controverso James Hinton, um militante pró poligamia. Isso em parte levou a seu colapso mental e à dispersão de seus filhos. Mais tarde, ela pertenceu ao círculo da editora pacifista adepta do tolstoísmo, C.W. Daniel; ela escolheu o nome The Crank para sua revista porque, ela disse, "uma manivela era uma coisa pequena que fazia revoluções".
Mary teve um interesse ativo na política, apresentando sua filha Ethel à causa anti-tsarista russa sob Sergei Stepniak. Após a guerra dos Bôeres, em 1899–1902, ela se tornou mais intransigente em seus escritos contra o imperialismo, a religião organizada, o mundo financeiro e o que ela achava que o Parlamento representava. Ela se opunha ao sufrágio e, provavelmente, por essa razão, geralmente não era considerada feminista. Ela morreu em 1916, aos 84 anos de idade.

## Contribuições para a educação
Mary começou a se interessar por matemática e ensino através de seu tutor na França, Monsieur Deplace. Ele a ajudou a entender matemática através de questionamentos e redação de periódicos. Depois de se casar com George Boole, ela começou a contribuir para o mundo científico, aconselhando seu marido em seu trabalho, enquanto participava de suas palestras, ambos inéditos para uma mulher fazer nesse período de tempo. Durante esse tempo, ela também compartilhou ideias com Victoria Welby, outra estudiosa e querida amiga. Eles discutiram tudo, desde lógica e matemática até pedagogia, teologia e ciência.
Seu ensino começou primeiro enquanto trabalhava como bibliotecária. Mary ensinava os alunos com novos métodos; usando objetos naturais, como varas ou pedras. Ela teorizou que o uso de manipulações físicas fortaleceria a compreensão inconsciente dos materiais aprendidos em uma sala de aula. Uma de suas contribuições mais notáveis na área de manipulações físicas é a costura curva com o uso de cartões de costura, que ela descobriu como uma forma de diversão quando criança. Isso ajudou a encorajar as conexões de conceitos matemáticos a fontes externas.
Seu livro Filosofia e Diversão da Álgebra explicou álgebra e lógica às crianças de maneiras interessantes, começando com uma fábula e incluindo pequenos pedaços da história. Ela faz referências não apenas à história, mas também à filosofia e literatura, usando um tom místico para manter a atenção das crianças. Mary encorajou o uso da imaginação matemática com pensamento crítico e criatividade. Isso, junto com a redação de um jornal reflexivo e a criação de fórmulas próprias, era essencial para fortalecer a compreensão e a compreensão. Aprendizagem cooperativa também foi importante porque os alunos puderam compartilhar descobertas uns com os outros em um ambiente de tutoria de pares e desenvolver novas ideias e métodos.
Ela trabalhou na promoção dos trabalhos do marido, com grande atenção à psicologia matemática. O foco principal de George Boole era o psicologismo, e Mary forneceu uma visão mais ideológica de seu trabalho. Ela apoiava a ideia de que a aritmética era mais antropomórfica, e não era puramente abstrata como muitos acreditavam. A pulsação também foi importante em suas obras e poderia ser descrita como uma sequência de atitudes mentais, com sua atenção sendo análise e síntese. Ela acreditava que a lógica indiana desempenhou um papel no desenvolvimento da lógica moderna por seu marido George Boole e outros.

## Espiritualidade
Boole estava interessada em parapsicologia e ocultismo, e era um espiritualista convicta. Ela foi a primeira mulher membro da Society for Psychical Research, se juntando em 1882. No entanto, sendo a única mulher na época, ela se demitiu após seis meses.
Boole foi a autora do livro A Mensagem da Ciência Psíquica para Mães e Enfermeiras. Ela revelou o manuscrito a Frederick Denison Maurice, que se opôs às suas ideias controversas e isso resultou em na perda do emprego de bibliotecária no Queens College. O livro não foi publicado até 1883. Mais tarde foi republicado como A Mensagem da Ciência Psíquica para o Mundo (1908).
Boole era uma praticante de medicina homeopática.

## Família
Suas cinco filhas fizeram suas marcas em vários campos. Alicia Boole Stott (1860–1940) tornou-se especialista em geometria quadridimensional. Ethel Lilian (1864–1960) casou-se com o revolucionário polonês Wilfrid Michael Voynich e foi autor de vários trabalhos, incluindo The Gadfly. Mary Ellen casou-se com o matemático Charles Hinton e Margaret (1858–1935) foi a mãe do matemático GI Taylor. Lucy Everest (1862-1905) foi uma talentosa química e tornou-se a primeira mulher membro do Instituto de Química.
O marido de Mary Boole adoeceu em 1864, depois de ter andado duas milhas na chuva e ter lecionado vestindo suas roupas molhadas. Ele desenvolveu uma febre alta severa. Mary colocou o marido na cama e — já que acreditava no princípio das analogias e como curas como — pensou que despejar baldes de água sobre ele poderia ajudar. Tragicamente, isso agravou seu quadro; em 8 de dezembro de 1864, ele morreu de efusão pleural induzida pela febre.

## Publicações
- Boole, M. (1883). A mensagem da ciência psíquica para mães e enfermeiras Londres: Trübner & Co.
- Boole, M. (1884). Métodos Simbólicos de Estudo K. Paul, Trench & co.
- Boole, M. (1904). A preparação da criança para a ciência Oxford: The Clarendon Press.
- Boole, M. (1908). A mensagem da ciência psíquica para o mundo Londres: CW Daniel.
- Boole, M. (1909). Filosofia e Diversão da Álgebra Londres: CW Daniel.
- Boole, M. (1911). O forjar da paixão no poder M. Kennerley.
- Boole, M. (1931). Obras colecionadas editadas em quatro volumes por EM Cobham
- Boole, M. (1972). Uma Antologia Booleana: Escritos Selecionados de Mary Boole — Sobre Educação Matemática (Compilado por DG Tahta). Associação de Professores de Matemática.